# Oreste Magni
Oreste Magni (Albese con Cassano, Como, Llombardia, 3 de març de 1936 – Ravenna, 16 de març de 1975) va ser un ciclista italià, que fou professional entre el 1957 i 1966. En el seu palmarès destaca una victòria d'etapa al Giro d'Itàlia de 1961 i el Trofeu Matteotti de 1960.

## Palmarès
- 1957
  - 1r a la Copa Ciutat del Marbre
  - 1r al Gran Premi Comuna de Cerreto Guidi
- 1959
  - 1r al Trofeu de l'U.V.I.
- 1960
  - 1r al Trofeu Matteotti
  - Vencedor de 3 etapes a la Volta a Portugal
- 1961
  - Vencedor d'una etapa al Giro d'Itàlia
- 1965
  - 1r a Morat
  - 1r a la München-Zúric

### Resultats al Giro d'Itàlia
- 1958. Fora de control (8a etapa)
- 1959. Abandona
- 1961. 77è de la classificació general. Vencedor d'una etapa
- 1962. Abandona
- 1963. Abandona
- 1964. 89è de la classificació general

### Resultats al Tour de França
- 1962. Abandona (3a etapa)

### Resultats a la Volta a Espanya
- 1966. Abandona (8a etapa)